# Брюссельский договор (1522)
Брюссельский договор 7 февраля 1522 — соглашение между императором Карлом V и его братом эрцгерцогом Фердинандом Габсбургом о разделе наследственных владений, завершившее процедуру, начатую Вормсским договором 1521 года.
По возвращении из первой поездки в Испанию Карл V занялся урегулированием вопросов о наследстве своего деда императора Максимилиана I. Тетка Карла Маргарита Австрийская 30 сентября 1520 отказалась от прав наследования, получив 200 тысяч золотых флоринов, треть драгоценностей Максимилиана и право на резиденцию в Мехелене.
Относительно нидерландских владений были проведены консультации с Советом и Счетной палатой Брабанта, которые 7 декабря 1521 представили обширный мемориал с изложением «мнения… о качестве, природе и условиях» областей Брабанта, Люксембурга, Лимбурга, земель за Маасом и Мехелена.
Вормсский договор передал Фердинанду пять герцогств Нижней Австрии, но без земель, относившихся к Карниоле (Виндишмарк с Мётлингом, Гориция, Градишка, Истрия и Триест). Соглашением, заключенным 30 января 1522 в Брюсселе Карл передавал брату указанные земли, а в обмен на отказ от неаполитанской короны увеличил его ежегодную ренту с 50 до 60 тысяч дукатов. Кроме этого Фердинанд был назначен представителем императора во всех доставшихся тому землях Империи, а также в герцогстве Вюртембергском.
Тайный договор, также подписанный в Брюсселе 7 февраля 1522, урегулировал вопрос о наследовании окончательно. К владениям, упомянутым в соглашении 30 января, были добавлены графство Тироль, маркграфство Бургау, графство Кирхберг и авуэрия или сюзеренитет над территориями, которые принадлежали Максимилиану в Швабии: Фельдкирхом, Брегенцем, Блуденцем, Хоэнбергом, Шельклингеном, Неллембургом, и прочими.
Карл сохранял только формальный титул эрцгерцога Австрийского и императорское превосходство, за исключением эльзасских территорий, входивших в бальяжи и графства Пфирт и Хагенау, и данных Фердинанду пожизненно, поскольку они были инкорпорированы во Франш-Конте.
Кроме этого император уступал брату герцогство Вюртембергское на тех условиях, на которых оно было принято в Швабский союз. Карл был освобожден от всех обязательств на германских землях, кроме долгов Георгу Саксонскому, главному кредитору Габсбургов.
Относительно приданого Анны Венгерской, жены Фердинанда, трактат установил, что, поскольку это приданое состояло из дохода, поступавшего с земель, находившихся в Австрии, и переданных Фердинанду, король Лайош II вступал во владение приданым, данным его жене Марии Австрийской, и составлявшим 200 тысяч венгерских дукатов. Карл V обязался реституировать ему эту сумму в течение восьми лет.
Карл и Фердинанд назначили прокуроров для исполнения статей договора, подписанного также их секретарями Жаном Лальманом и Габриелем фон Саламанкой. Фердинанд обязался держать условия соглашения в тайне до коронации императора, или, по меньшей мере, шесть лет.